# Holbrook Blinn

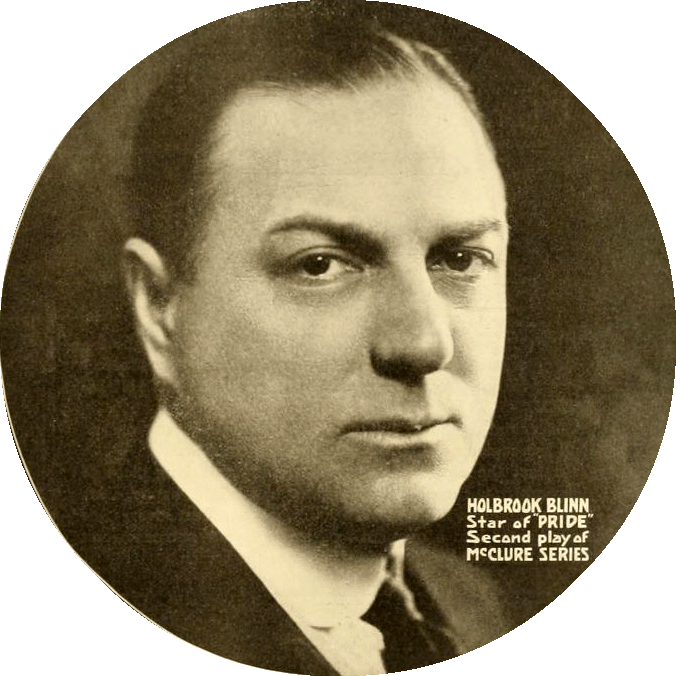
Holbrook Blinn

Holbrook Blinn, född 23 januari 1872 i San Francisco, död 24 juni 1928, var en amerikansk skådespelare på teater och stumfilm. Född Bland hans framgångar kan nämnas Molière (1919), A Woman of No Importance (1916), The Lady of the Camelias (1917) och Getting Together (1918). 
Blinn dog när han föll från en häst inte långt ifrån sitt hem i Croton-on-Hudson, New York. Han är begravd på kyrkogården Sleepy Hollow, New York.